# Ladrillera, Nuevo León
Ladrillera är en ort i Mexiko.   Den ligger i kommunen Pesquería och delstaten Nuevo León, i den centrala delen av landet, 700 km norr om huvudstaden Mexico City. Ladrillera ligger 367 meter över havet och antalet invånare är 2 133.
Terrängen runt Ladrillera är platt, och sluttar brant österut. Runt Ladrillera är det ganska glesbefolkat, med 30 invånare per kvadratkilometer. Närmaste större samhälle är Ciudad Apodaca, 7,8 km sydväst om Ladrillera. Trakten runt Ladrillera består i huvudsak av gräsmarker.